# USS Constellation (CV-64)
USS Constellation (CV-64) – amerykański lotniskowiec z napędem konwencjonalnym, drugi okręt typu Kitty Hawk. Okręt wszedł do służby w 1961. Był to trzeci ukończony, a czwarty w ogóle okręt w historii US Navy noszący imię "Constellation", nawiązującej do gwiazd na fladze Stanów Zjednoczonych.

## Historia
Zamówienie na budowę drugiego lotniskowca typu Kitty Hawk zostało złożone w stoczni New York Naval Shipyard 1 lipca 1956. Położenie stępki pod budowę okrętu miało miejsce 14 września 1957. Wodowanie nastąpiło 8 października 1960. 19 grudnia na budowanym okręcie wybuchł groźny pożar, w wyniku którego zginęło 50 osób. Zniszczenia wywołane przez pożar opóźniły wejście okrętu do służby, które nastąpiło 27 października 1961. Okręt uczestniczył w rejsach szkoleniowych, a następnie latem 1962 udał się na zachodnie wybrzeże Stanów Zjednoczonych, gdzie wszedł w skład Floty Pacyfiku. Następnie w ramach 7 Floty uczestniczył w swojej pierwszej misji, która zakończyła się we wrześniu 1963. 8 czerwca 1964 "Constellation" rozpoczął działania w rejonie Zatoki Tonkińskiej. Początkowo jego samoloty pokładowe wykonywały misje rozpoznawcze, 5 sierpnia dokonały pierwszych nalotów na wietnamskie pozycje. Po powrocie do Stanów Zjednoczonych w lutym 1965 został poddany remontowi, a następnie powrócił na wody w pobliżu Wietnamu, gdzie przybył w maju 1966. 13 lipca piloci ze stacjonującego na "Constellation" samolotu zestrzelili pierwszy samolot MiG-17. W kwietniu 1967 okręt rozpoczął trzecią misję w rejonie Wietnamu, podczas której jego piloci zestrzelili 4 kolejne samoloty. Straty w tym okresie to 16 samolotów pokładowych. Podczas kolejnej misji rozpoczętej w maju 1968 okręt utracił kolejne 15 samolotów.
W lutym 1974 na okręcie rozpoczął się 14 miesięczny remont. W styczniu 1983 na okręcie rozpoczął się kolejny trwający 13 miesięcy remont, podczas którego zainstalowano na nim system przeciwlotniczy RIM-7 Sea Sparrow i Phalanx CIWS.
W lutym 1990 w ramach programu SLEP (Service Life Extension Programme) okręt został poddany pracom modernizacyjnym trwającym trzy lata, w wyniku których przedłużono jego okres użytkowania o 15 lat. W marcu 2001 okręt przybył w rejon zatoki Perskiej, gdzie uczestniczył w egzekwowaniu zakazu lotu dla irackich samolotów nad południowym Irakiem. 19 marca 2003 wziął udział w ataku na Irak. Okręt został wycofany ze służby 7 sierpnia 2003.
Złomowanie "Constellation" zakończono 10 maja 2017 w Brownsville w stanie Teksas.